# Viazniki
Viazniki (en russe : Вязники) est une ville de l'oblast de Vladimir, en Russie, et le centre administratif du raïon de Viazniki. Sa population s'élevait à 36 203 habitants en 2021.

## Géographie
Viazniki se trouve à 108 km à l'est de Vladimir, à 115 km à l'ouest de Nijni Novgorod et à 287 km à l'est-nord-est de Moscou.

## Histoire
La hauteur stratégique dominant la rivière Kliazma est d'une grande importance pour la défense des approches de la capitale médiévale russe de Vladimir. Une forteresse y fut créée au XIIe siècle, probablement dans les années 1130. La forteresse était nommée Iaropoltch et tirait son nom d'un prince nommé Iaropolk. Elle est située à peu près à mi-chemin entre le port le plus proche sur la Kliazma, Starodoub, et Gorokhovets.
Après la destruction de la forteresse par les Mongols au XIIIe siècle, Iaropoltch est citée dans le traité signé en 1389 entre Vassily I et son oncle Vladimir le Hardi. Selon le recensement de 1672, Iaropoltch n'avait que 133 habitants. Détruite par un incendie, en 1703, elle passa sous la domination du sloboda des marchands de Viazniki, situé légèrement en aval, et attesté depuis le XIVe siècle. En 1778, Viazniki reçut le statut de ville.

## Patrimoine
Le monument le plus remarquable est l'église de l'Annonciation, construite entre 1682 et 1689.
À une trentaine de kilomètres de la ville se trouve le village de Mstiora, centre renommé d'art populaire et de artisanat russes.

## Population
Recensements (*) ou estimations de la population
| 1856  | 1897* | 1926*  | 1939*  | 1959*  | 1970*  |
| ----- | ----- | ------ | ------ | ------ | ------ |
| 5 300 | 8 862 | 16 979 | 33 502 | 39 392 | 42 714 |

| 1979*  | 1989*  | 2002*  | 2010*  | 2012   | 2013   |
| ------ | ------ | ------ | ------ | ------ | ------ |
| 45 916 | 45 438 | 40 398 | 41 248 | 40 277 | 39 401 |

| 2021*  | - | - | - | - | - |
| ------ | - | - | - | - | - |
| 36 203 | - | - | - | - | - |